# 孔多爾瓦薩山
14°44′8″S 70°50′28″W / 14.73556°S 70.84111°W
孔多爾瓦薩山（Kunturwasa），是秘魯的山峰，位於該國東南部普諾大區，由梅爾加省的馬卡里區負責管轄，屬於安地斯山脈的一部分，海拔高度4,344米。